# اس‌اس کمرونیا (۱۹۱۱)
اس‌اس کمرونیا (۱۹۱۱) (به انگلیسی: SS Cameronia (1911)) یک زیردریایی بود که طول آن ۵۱۵ فوت (۱۵۷ متر) بود. این زیردریایی در سال ۱۹۱۱ ساخته شد.